# Krasnooktjabr'skij (Oblast' di Volgograd)
Krasnooktjabr'skij (in russo Краснооктябрьский?) era un insediamento di tipo urbano dell'oblast' di Volgograd, in Russia. Dal 29 marzo del 2012 fa parte della città di Volžskij.